# Sergio Brunetta
Sergio Brunetta (Padernello, 15 maggio 1951) è un ex calciatore italiano, di ruolo centrocampista.

## Carriera
Cresciuto nelle giovanili dell'Inter. Giocò in Serie A con il Brescia. Disputò poi le ultime stagioni della sua carriera nel 1980/1981 con il Cittadella e dall'estate 1981 sino al 1984 con il Caerano nel campionato di Promozione.